# Kanton Marcoing
Marcoing is een voormalig kanton van het Franse Noorderdepartement. Het kanton maakte deel uit van het arrondissement Cambrai.
Het werd opgeheven bij decreet van 17 februari 2014 met uitwerking in maart 2015. 

## Gemeenten
Het kanton Marcoing omvatte de volgende gemeenten:
- Anneux
- Banteux
- Bantouzelle
- Boursies
- Cantaing-sur-Escaut
- Crèvecœur-sur-l'Escaut
- Doignies
- Flesquières
- Gonnelieu
- Gouzeaucourt
- Honnecourt-sur-Escaut
- Les Rues-des-Vignes
- Lesdain
- Marcoing (hoofdplaats)
- Masnières
- Mœuvres
- Noyelles-sur-Escaut
- Ribécourt-la-Tour
- Rumilly-en-Cambrésis
- Villers-Guislain
- Villers-Plouich